# Lilli Thal
Lilli Thal (* 1960) ist eine deutsche Schriftstellerin.
Sie studierte mittelalterliche Geschichte, anschließend Informationstechnik und Multimedia. Seit 2002 arbeitet sie als freie Autorin. Ihr Debüt Kommissar Pillermeier wurde mit dem »Martin« für den besten Kinderkrimi des Jahres 2002 ausgezeichnet. Auch das Nachfolgewerk, der historische Abenteuerroman Mimus, erhielt mehrere Preise und Nominierungen.
Lilli Thal lebt mit ihren zwei Kindern und ihrem Mann in Herzogenaurach.

## Werke (Auswahl)
- Kommissar Pillermeier. mit Bildern von Franziska Biermann, Rowohlt-Taschenbuch-Verlag, Reinbek bei Hamburg 2001, ISBN 3-499-21158-0
- Kommissar Pillermeier und die falschen Weihnachtsmänner. Rowohlt-Taschenbuch-Verlag, Reinbek bei Hamburg 2001, ISBN 3-499-21172-6
- Kommissar Pillermeier im Filmfieber. Rowohlt-Taschenbuch-Verlag, Reinbek bei Hamburg 2003, ISBN 3-499-21229-3
- Kommissar Pillermeier. Seine besten Fälle. Gerstenberg Verlag, Hildesheim 2010, ISBN 978-3-8369-5305-4
- Mimus. Roman Gerstenberg Verlag, Hildesheim 2003, ISBN 3-8067-5029-7
- Vialla und Romaro. Roman. Gerstenberg Verlag, Hildesheim 2007, ISBN 978-3-8369-5146-3
- Joran Nordwind. Gerstenberg Verlag, Hildesheim 2010, ISBN 978-3-8369-5318-4
- Die Puppenspieler von Flore. Gerstenberg Verlag 2015

## Auszeichnungen
- Hansjörg-Martin-Preis der „Autorengruppe deutschsprachige Kriminalliteratur“ – Das Syndikat 2002
- Jury der jungen Leser Jugendbuchpreis 2004
- Nominierung für den Deutschen Jugendliteraturpreis 2004 (Mimus)
- Empfehlungsliste für den Katholischen Kinder und Jugendbuchpreis 2004
- Bad Harzburger Jugendliteraturpreis 2004
- Auswahlliste Rattenfänger-Literaturpreis
- Empfehlungsliste für den Katholischen Kinder und Jugendbuchpreis 2011 (Joran Nordwind)